# 弗罗因德尔·斯图亚特
弗罗因德尔·杰罗姆·斯图亚特（Freundel Jerome Stuart，1951年4月27日—）是第7任巴巴多斯总理。他接替了2010年10月23日因为胰腺癌去世的戴維·湯普森。他是民主勞動党（DLP）的成员。

## 个人生活
斯图亚特生于巴巴多斯圣菲利普区。他有一个女儿，目前单身。
他毕业于西印度群岛大学的政治学和法律专业。后来成为一名律师。

## 政治生涯
弗罗因德尔·斯图亚特是民主勞動党党员，在议会当中代表南圣迈克尔選區。

## 担任总理
自2010年5月时任总理戴維·湯普森因胰腺癌病倒后斯图亚特一直担任巴巴多斯代总理。2010年10月23日湯普森去世。民主勞動党领导人在位于布里奇敦的党總部召开紧急会议讨论总理的去世，在这期间，斯图亚特被选为下届总理。
斯图亚特当天在总督监督下宣誓就职巴巴多斯第7任总理。
斯图亚特在2011年被任命为联合国全球可持续发展委员会的成员。
2013年2月21日斯图亚特赢得了他作为总理的第一次选举，击败了巴巴多斯勞動党的挑战者Noel Lynch。然而在五年後的選舉，他的政黨全軍覆沒，他因而下野。